# André Antoine
André Antoine (n. 31 ianuarie 1858 - d. 23 octombrie 1943) a fost un actor, director de teatru și regizor de film francez.
Este considerat părintele stilului modern de punere în scenă din acestă țară.
În 1887 a fondat Théâtre Libre în Paris.
În nouă ani a pus în scenă 124 de piese a 114 autori, dintre care se pot menționa: Charles Baudelaire, Georges Courteline, Guy de Maupassant, Marcel Prévost, Émile Zola, August Strindberg.
Teatrul Antoine din Paris îi poartă numele.

## Vezi și
- Al patrulea perete